# Uniwersytet Al-Azhar w Gazie
Uniwersytet Al-Azhar w Gazie (ar. جامعة الأزهر بغزة, AUG) – palestyńska uczelnia publiczna znajdująca się w Gazie.
Uczelnia została utworzona w 1991 roku na podstawie dekretu wydanego przez Jasira Arafata. Uczelnia początkowo składała się z dwóch Wydziału Prawa i Wydziału Edukacji. W 1992 roku powstały kolejne cztery:  Farmacji, Rolnictwa i Środowiska, Nauk Ścisłych oraz Sztuki i Nauk Humanistycznych. Kolejną jednostką był Wydział Stosowanych Nauk Medycznych (oferujący m.in. studia z zakresu radiologii i fizjoterapii), a następnie, utworzony w 1999 roku Wydział Medyczny. W 2001 roku powołano Wydział Inżynierii i Technologii Informacyjnych, a w 2009 Wydział Szariatu.
11 października 2023 budynki uniwersytetu zostały zniszczone w wyniku izraelskiego bombardowania Strefy Gazy podczas wojny Izraela z Hamasem.

## Struktura organizacyjna
- Wydział Rolnictwa i Środowiska
- Wydział Stosowanych Nauk Medycznych
- Wydział Nauk Humanistycznych
- Wydział Stomatologii
- Wydział Nauk Ekonomicznych i Administracji
- Wydział Edukacji
- Wydział Inżynierii i Technologii Informacyjnych
- Wydział Prawa
- Wydział Medycyny
- Wydział Farmacji
- Wydział Szariatu[4]